# Amata basithyris
Amata basithyris är en fjärilsart som beskrevs av George Francis Hampson 1914. Amata basithyris ingår i släktet Amata och familjen björnspinnare. Inga underarter finns listade i Catalogue of Life.